# Operahuset i Sydney
Operahuset i Sydney (engelska: Sydney Opera House) är beläget i Sydney i Australien. Dansken Jørn Utzon var arkitekt till byggnaden som invigdes 20 oktober 1973. Operahuset ligger på Bennelong Point i Sydneys hamn, norr om botaniska trädgården och i närheten av den jättelika Sydney Harbour Bridge. De sfäriskt formade, klinkertäckta "fasadskalen" på operans yttre påminner många om segel. Operahuset har blivit Sydneys mest kända byggnadsverk, och 2007 utnämndes det av Unesco till världsarv.

## Verksamhet
Förutom de många kringresande produktionerna är operan även hem för det största australiska operasällskapet, Sydneys teatersällskap och Sydneys symfoniska orkester. Operahuset administreras av The Opera House Trust vilket är en del av New South Wales konstministerium.

## Historik

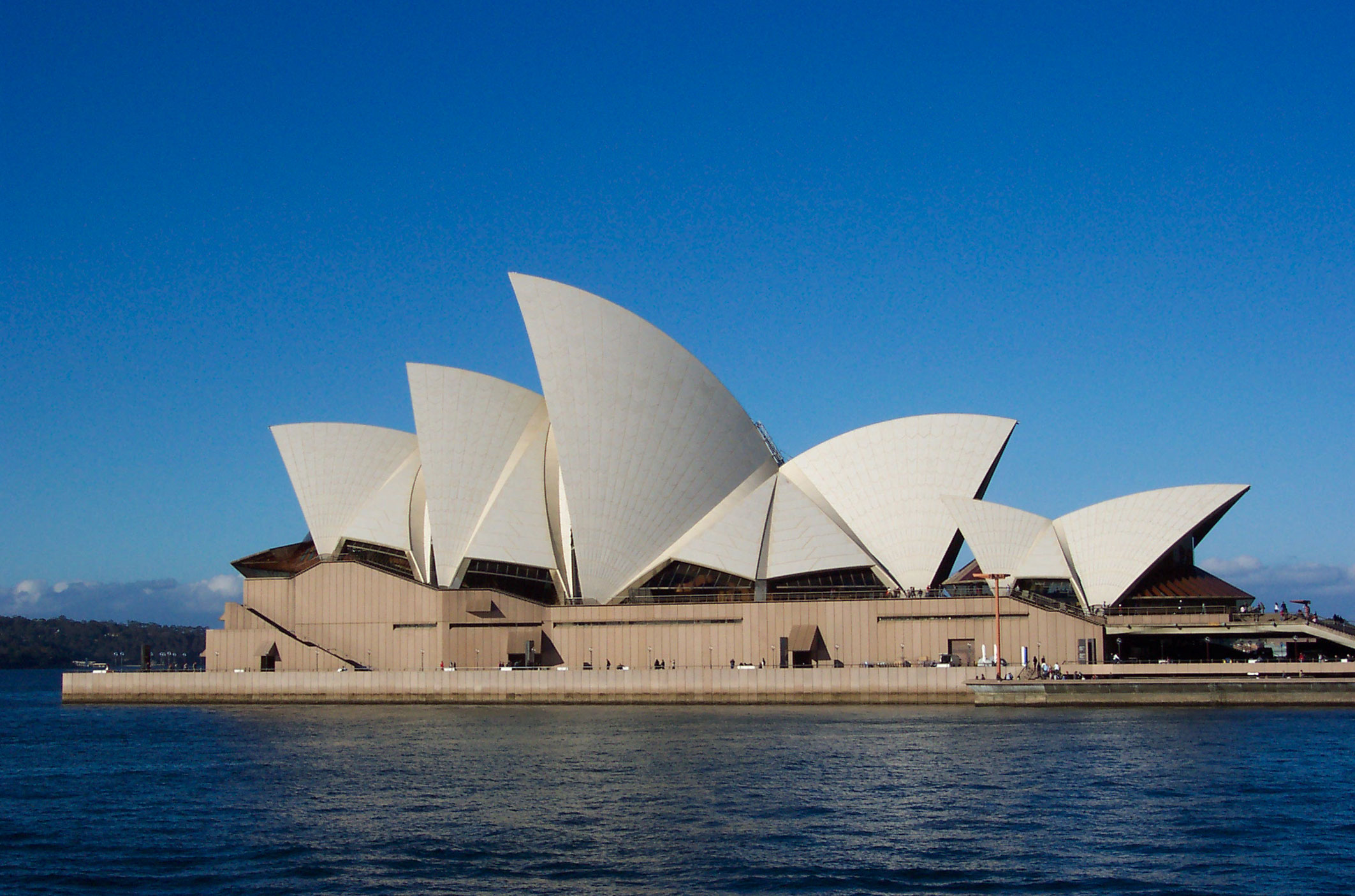
Operahuset från en annan vinkel, dagtid.

### Bakgrund och bygge
År 1955 utlystes en tävling om ett nytt operahus i Sydneys hamn. Jørn Utzons förslag blev först förkastat av domarna, då man ansåg det vara alltför extravagant och omöjligt att bygga med dåtidens teknik. Den finländske arkitekten Eero Saarinen sällade sig emellertid till domarskaran, och denne ansåg däremot att Jørn Utzons förslag var utomordentligt. Saarinen lyckades ändra juryns åsikt och 1959 sattes spaden i jorden.
Projektet kantades av problem och förseningar då den komplicerade konstruktionen var svår att lösa. Tillsammans med ingenjörsfirman Ove Arup & Partners började Utzon ta sig an utmaningen. Genom att basera huskropparnas runda former på utsnitt ur en sfär lyckades Utzon lösa problemet. Centralt för utformningen var just dessa välvda betongskal med fasadtäckning av klinker.
Byggnadens 16 000 kvadratmeter fasadyta kom att täckas av 1 056 000 glaserade, vita klinkerplattor. Dessa är tillverkade av Skrombergaverken av lera i Ekeby i Skåne. Då plattorna producerades, ägdes fabriken av Höganäs-Billesholms AB, numera Höganäs AB.

### Bygge efter protester
Däremot möttes den danske arkitekten istället av problem med byggherren. År 1965 valdes en ny regering fram i Australien, och de hade inte samma tålamod med det dyra projektet som den föregående regeringen. Högerledaren Robert Askin hade under sin valkampanj kritiserat byggets fördyringar och förseningar och utnyttjat det som valfläsk.
Den nya regeringen lät byggnadsminister Davis Hughes bevaka projektet och i princip fatta alla beslut själv. Det hör till saken att Hughes var vän till Robert Askin och att han tidigare i sin karriär hade avslöjats ha gett falsk information om sina akademiska betyg för att uppnå politisk makt, vilket senare gav honom sparken från hans post.
Utzons protester hjälpte inte, och 1966 lämnade han och hans familj projektet och landet. Trots protester från omvärldens ledande arkitekter fortsatte bygget utan Utzon och man genomförde flera förändringar på bygget för att spara tid och pengar. Utzon återvände aldrig till Australien.

### Invigning och senare historia
Operahuset stod färdigt 1973 och hade då kostat 102 miljoner australiska dollar (AUD) (motsv 588 miljoner svenska kronor). Den ursprungliga budgeten (1957) var på 7 miljoner AUD, och huset var tänkt att ha varit färdigställt den 26 januari 1963. Operahuset tog 14 år att bygga.
År 1998 bjöd den australiska regeringen och operahusets styrelse in Utzon till samarbete igen. Han har, tillsammans med sin son Jan Utzon, medverkat i utformningen av en ny pelargång, invigd 2006. Arkitekt Jørn Utzon avled den 29 november 2008 i Danmark.
Sydneys operahus finns med på Unescos världsarvslista sedan 28 juni 2007.